# Der Jungbrunnen
Der Jungbrunnen ist ein Gemälde von Lucas Cranach dem Älteren aus dem Jahr 1546.
Es zeigt einen Jungbrunnen, in dem ältere Frauen, aber keine Männer baden, verjüngt werden und sich schließlich bei Musik, Tanz und gutem Essen vergnügen. Cranach stellt in diesem Märchenbild in vielen Details die reale Badekultur des Mittelalters dar, die auf dem Glauben beruhte, dass bestimmte Bäder heilen und verjüngen könnten. Sinnliche Freuden gehörten nach dem Bad dazu. Das Bild gehörte zum Bestand der ehemaligen preußischen königlichen Schlösser und hängt heute in der Gemäldegalerie der Staatlichen Museen zu Berlin.

## Bildinhalt und Deutung

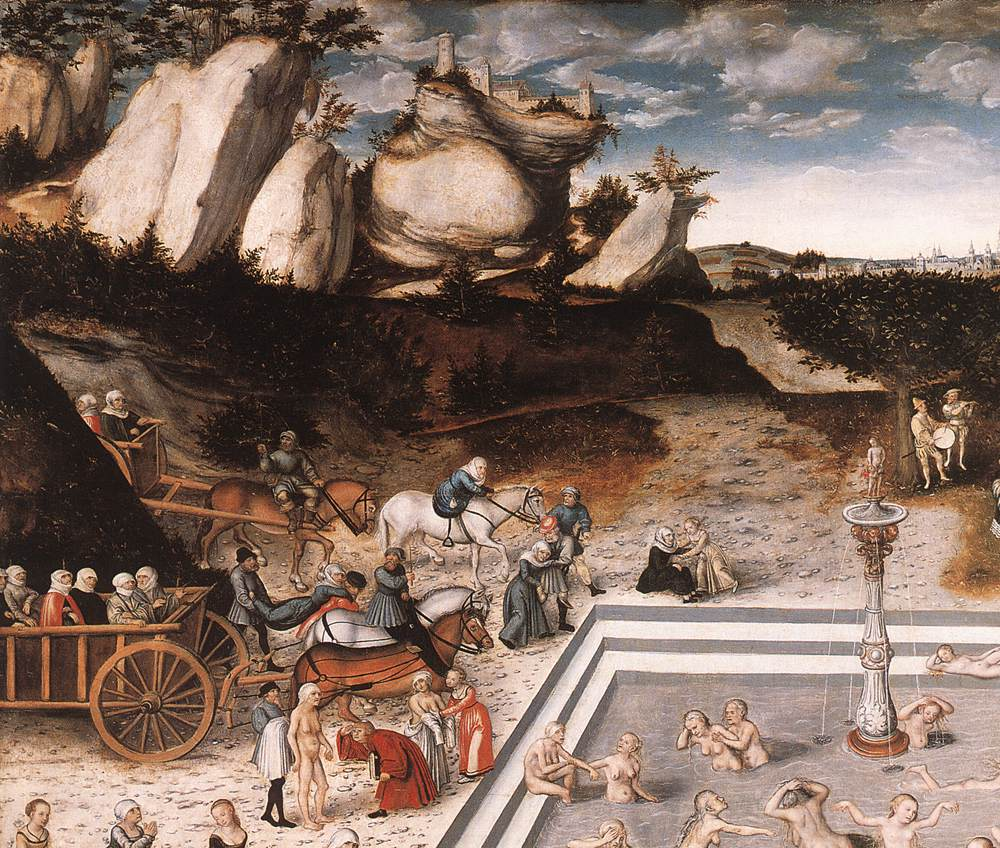
Detail

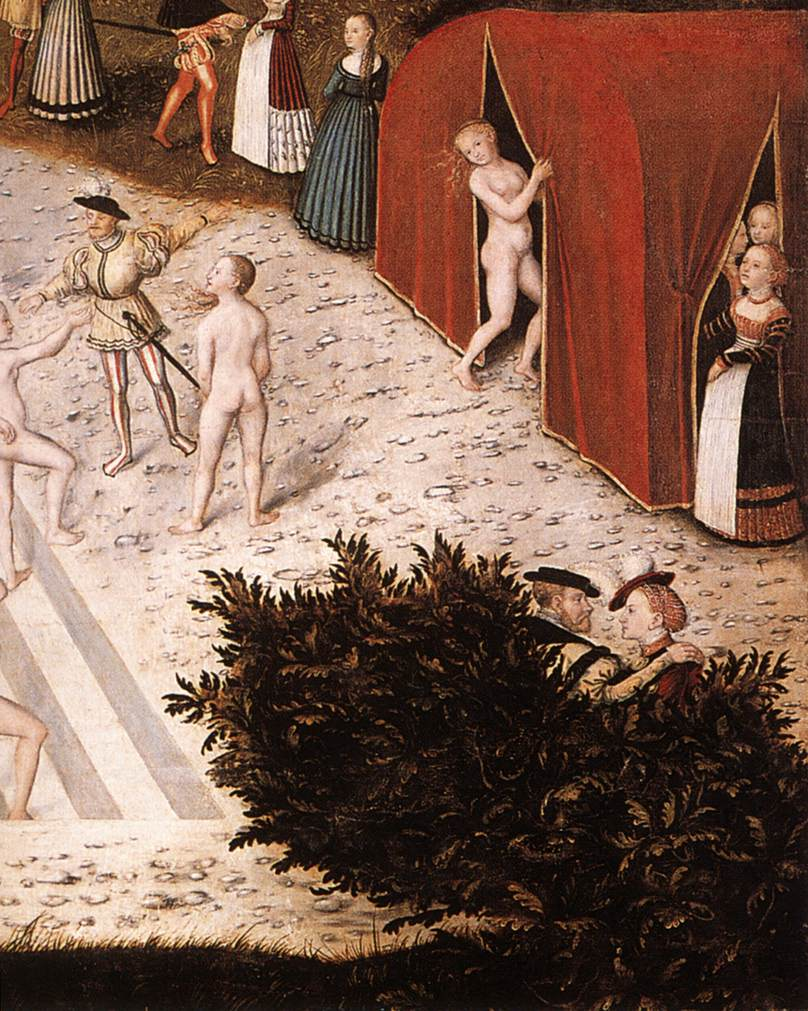
Detail

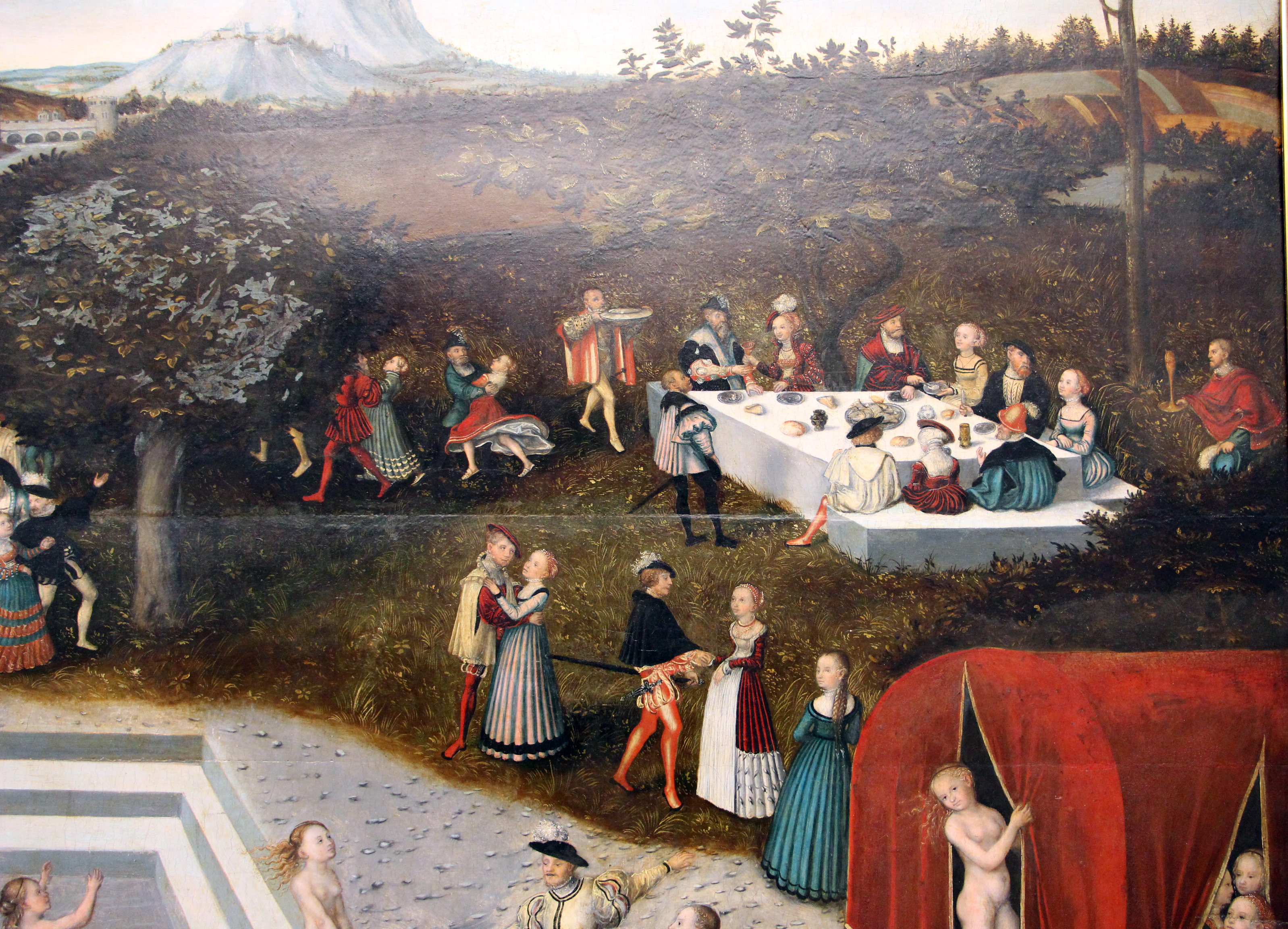
Detail

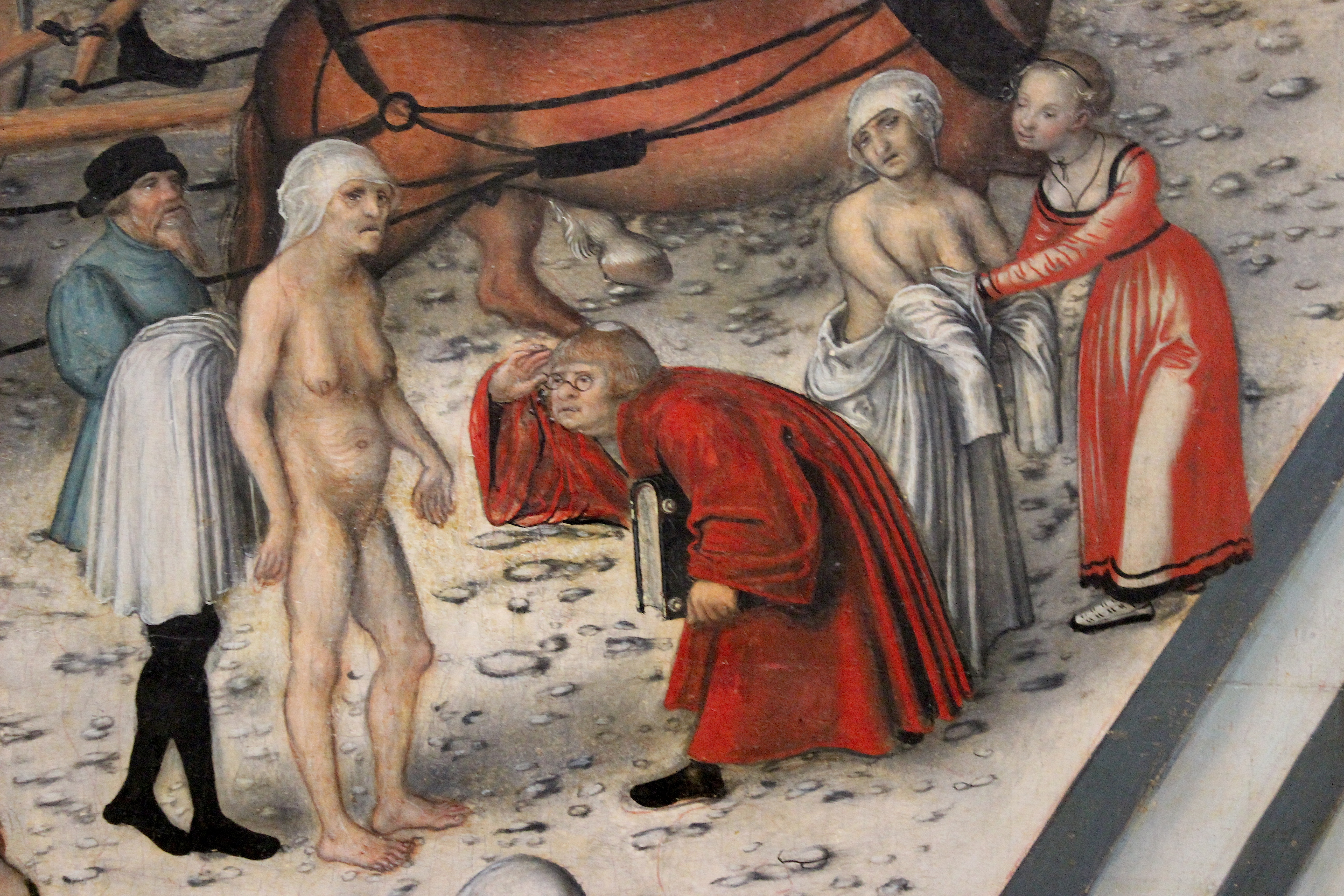
Detail

Das Bild gibt dem Betrachter den Blick von einer Anhöhe. Im Hintergrund befindet sich eine fantastische, felsige Landschaft mit irrealen Perspektiven und Proportionen, mit einem Miniaturschloss auf einem Felsblock, einer mittelalterlichen Stadtansicht und einer steinernen Bogenbrücke über einen Fluss, rechts ein mächtiges Bergmassiv und am Horizont üppige Felder und Obstbäume unter klarem Himmel. Links die kargen Felsen, als Symbol für das beschwerliche Alter der Frauen; rechts das Aufblühende als Metapher für die fruchtbare Jugend. Im Zentrum des Beckens steht als Wasserspender eine Säule bekrönt mit den Figuren von Venus und Amor, was darauf hindeutet, dass dieses Bad der Erneuerung der Liebeskraft dient.
Am linken Bildrand werden gebrechliche und alte Frauen aus der kargen Berglandschaft herangefahren und auch getragen, lassen sich entkleiden, steigen in ein Wasserbecken, welches sie geheilt und verjüngt am rechten Rand wieder verlassen. Ein galanter junger Mann bittet sie dann in ein Zelt zur Neueinkleidung, damit sie sich dann den sinnlichen Freuden hingeben können. Rechts vorn im Gebüsch vergnügt sich ein Pärchen, und im Hintergrund wird zu Musik getanzt und getafelt. Lucas Cranach der Ältere hat aber nicht nur in diesem Bild alten Frauen eine Erotik zugebilligt. In seinem Bild Ungleiches Paar um 1520/22, heute im Szépművészeti Múzeum Budapest, stellt er eine alte Frau dar, die einem jungen Mann Geld für ein erotisches Abenteuer gibt.
Im Bild sind mehrere ironische und frivole Anspielungen erkennbar, wie links am Beckenrand der bebrillte Mann im roten Mantel mit Buch, es könnte ein Arzt sein, der eine nackte alte Frau begutachtet, bevor sie ins Wasser steigt. Zwei in Tücher gehüllte Frauen, eine am linken, die andere am unteren Beckenrand, zögern vielleicht mit Zweifeln, ob ein verjüngtes Leben überhaupt erstrebenswert sei.
Dass nur Frauen dieses Bad besuchen, erklärt sich aus dem Glauben, dass alte Männer sich automatisch im Umgang mit jungen Frauen verjüngen würden. Doch in Wirklichkeit wurden solche Jungbrunnen auch von Männern besucht, die Heilung erhofften. Auffällig ist, dass in Cranachs Bild alle Männer jung, galant und vorteilhaft dargestellt sind, während den Frauen Alter bzw. Jugend deutlich anzusehen ist. Über das gesamte Bild verteilt erzählen Cranachs Figuren auf natürliche Weise die einzelnen Stadien der übernatürlichen Verwandlung. Es ist die Suche nach dem Paradies. Das Bild zeigt einen Männerwunschtraum. 
Wasser hat beim Trinken und Baden gesundende Kraft, was leicht auch zum Glauben an umfassendere Wirkungen des Wassers führte, wie es auch die Taufriten der Religionen zeigen. Der Jungbrunnen war im Mittelalter ein beliebtes Erzähl- und Bildmotiv, besonders in Frankreich. Er bot vielseitige Gelegenheiten der Aktdarstellung und für Genreszenen.
Die Darstellung alter nackter Frauen war in der Kunst jener Zeit unüblich. Nur junge Körper wurden unverhüllt gemalt. Das damalige Schönheitsideal für Frauen bestand in einem vorgewölbten Bauch, runden Formen ohne Schambehaarung, einem hoch angesetzten Busen mit kleinen Brustwarzen und gelbblondem Haar. So entstanden auch bei Cranach weitgehend entsexualisierte, kindliche, jungfräuliche Körper nach dem Geschmack der Zeit.
Die Zuschreibung des Bildes ist nicht ganz klar. Die Forschung nennt sowohl den Vater Lucas Cranach d. Ä. als auch seinen Sohn als Urheber. Neuerdings wird es dem Alterswerk des Vaters zugeordnet, wobei auch andere Mitarbeiter der Cranach-Werkstatt an der Ausführung beteiligt waren. Das Bild wurde auf Bestellung hergestellt, aber wer der Auftraggeber war, ist unbekannt.
Das Bild ist im Querformat mit den Maßen 120,6 × 186,1 cm in Ölmalerei auf einer Lindenholztafel ausgeführt. Es trägt unten in der Mitte das Schlangenzeichen mit Vogelflug aus Cranachs Werkstatt und die Jahreszahl 1546.

## Provenienz und Bildgeschichte
Das Bild wurde 1546 fertiggestellt. Dies ist durch die Signatur des Künstlers gesichert (unten mittig). Bis 1829/1830 gehörte der Jungbrunnen zur Verwaltung der königlichen Schlösser. Danach kam es zum Königlichen Museum (heute Altes Museum) und hängt heute in der Berliner Gemäldegalerie.

## Historischer Hintergrund
In der antiken römischen Sage über die Nymphe Iuturna wird bereits die Juturna-Quelle als heilbringend erwähnt. Die Medizin des Mittelalters beruhte noch auf der antiken Lehre der Vier Säfte, doch die Leiden alter und kranker Menschen konnten die Ärzte nicht kurieren. Die Menschen hatten daher eher einen ausgeprägten Glauben an göttliche Wunder. In mehreren Orten gab es Brunnen und Bäder, deren Wässern Heilkräfte nachgesagt wurden. Geschäftstüchtige Gemeinden waren auch in der Lage, ihr Bad besonders auch für die Reichen so zu vermarkten, dass zeitweise Bäder wie Gastein, Pyrmont oder Baden regelrecht in Mode kamen. 
Cranach malte sein Bild mit 74 Jahren, war also durchaus selbst von den Leiden des Alters betroffen. Er idealisiert den Jungbrunnen in seinem Bild ins Sagenhafte, denn dass aus alten Frauen wirklich junge Mädchen würden, zweifelten bei aller Wundergläubigkeit die meisten Menschen an. Das Motiv der Erneuerung durch die Taufe im Wasser zieht sich durch die gesamte Kunst des Mittelalters, beispielsweise bei Cranachs Zeitgenossen Hans Sachs, der den Jungbrunnen in seinem Meistergesang Der junkprunn von 1548 beschrieb.

## Ausstellungen (Auswahl)
- Lucas Cranach d.Ä. und Lucas Cranach d.J. Gemälde, Zeichnungen, Graphik. Von April bis Juni 1937 im Deutschen Museum Berlin[8]